# Octoblepharum costatum
Octoblepharum costatum là một loài rêu trong họ Octoblepharaceae. Loài này được H.A. Crum mô tả khoa học đầu tiên năm 1983.